# Charles Marville

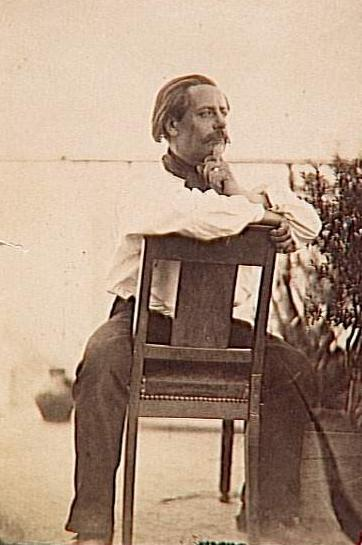
Charles Marville, autoportrét, okolo 1856

Charles Marville byl pseudonym, který používal Charles François Bossu (17. července 1813, Paříž, Francie – 1. června 1879, Paříž) byl francouzský fotograf.

## Život a dílo
Původně se učil malovat, vyřezávat a ilustrovat. Za nějaký čas fotografoval převážně architekturu a fotografii krajiny. Používal jako papírové, tak i skleněné negativy. Nejvíce je známý svými snímky historické Paříže ještě dříve, než byla zničena a přestavěna během "Haussmannizace" Barona Haussmanna, který uskutečňoval plán na obnovu a modernizaci Paříže. Také cestoval do Itálie, Německa a Alžírska. Během pozdních 50. let zástupci města Paříže požádali Charlese Marvilla, zda by nezdokumentoval staré části města, než budou upraveny modernizací. V roce 1862 byl jmenován oficiálním fotografem Paříže.
Mnoho skleněných desek Charlese Marvilla se v letech 1923-1924 dostalo do fotografického archivu oddělení výtvarných umění pod jménem fotografa Jeana-Eugèna Duranda.

## Sbírky
Jeho fotografie Paříže z doby Napoleona III. jsou uloženy ve sbírkách National Gallery of Art ve Washingtonu.

## Galerie

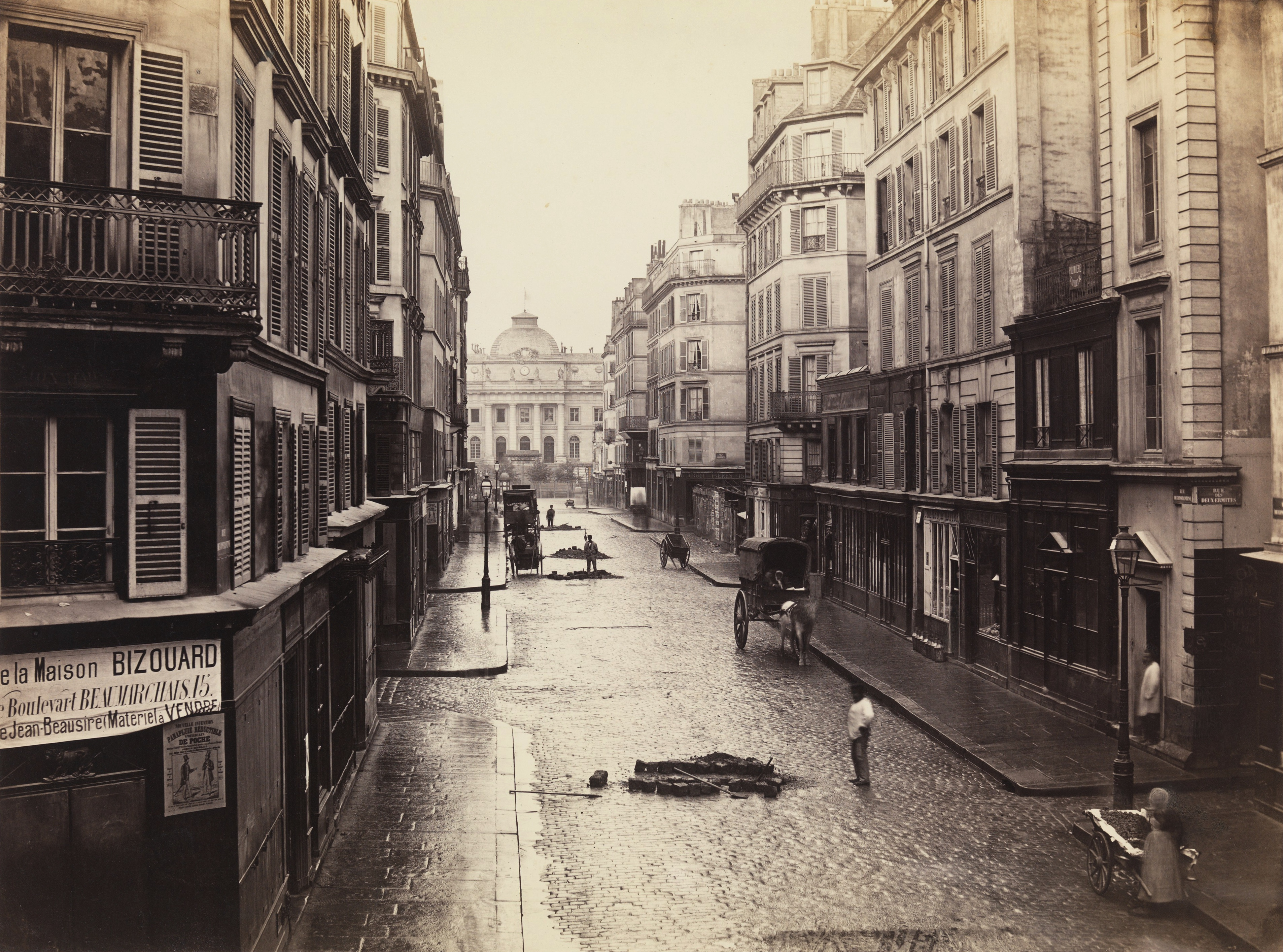
Rue de Constantine, asi 1865
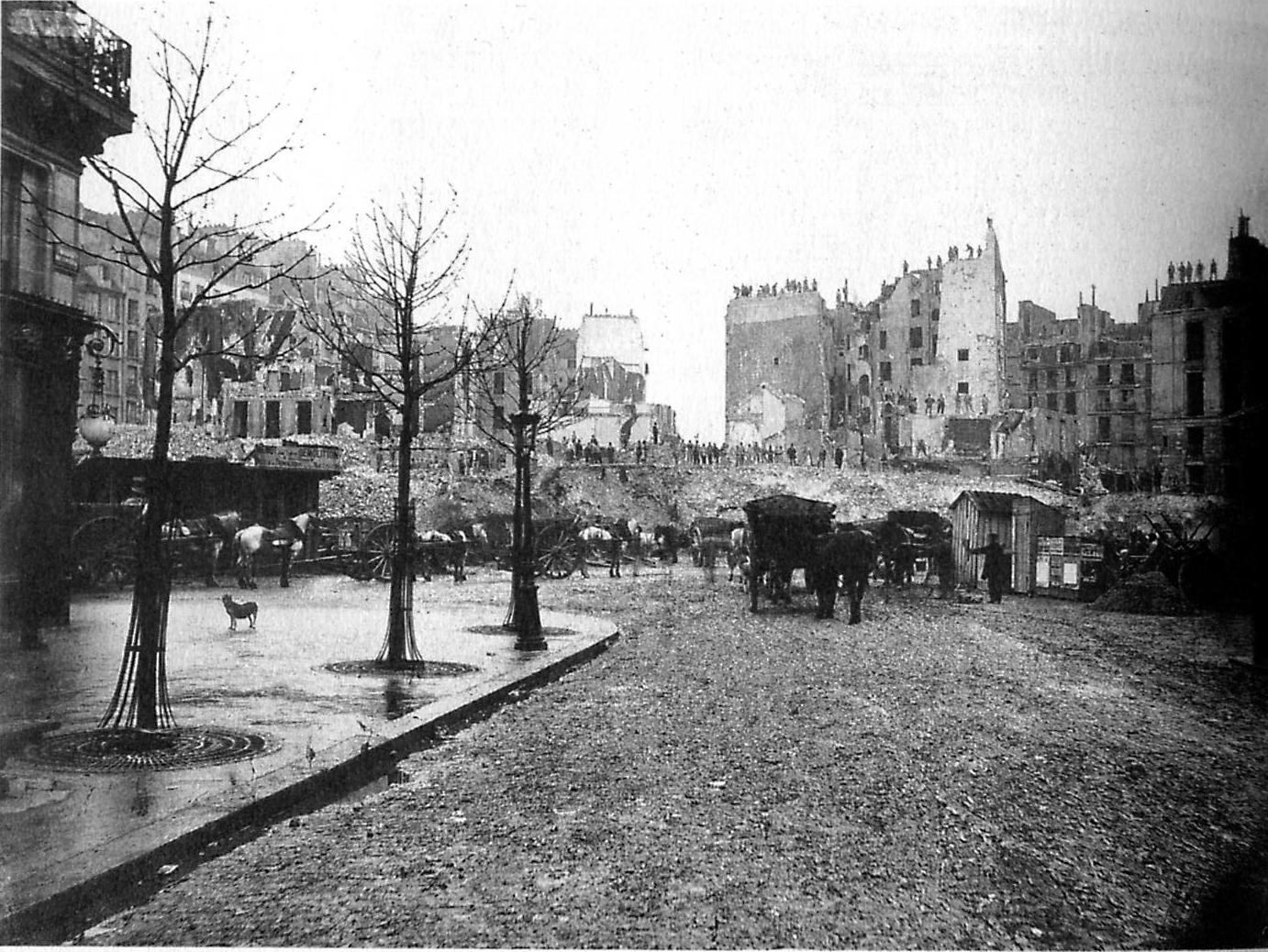
Avenue de l'Opéra, 1877
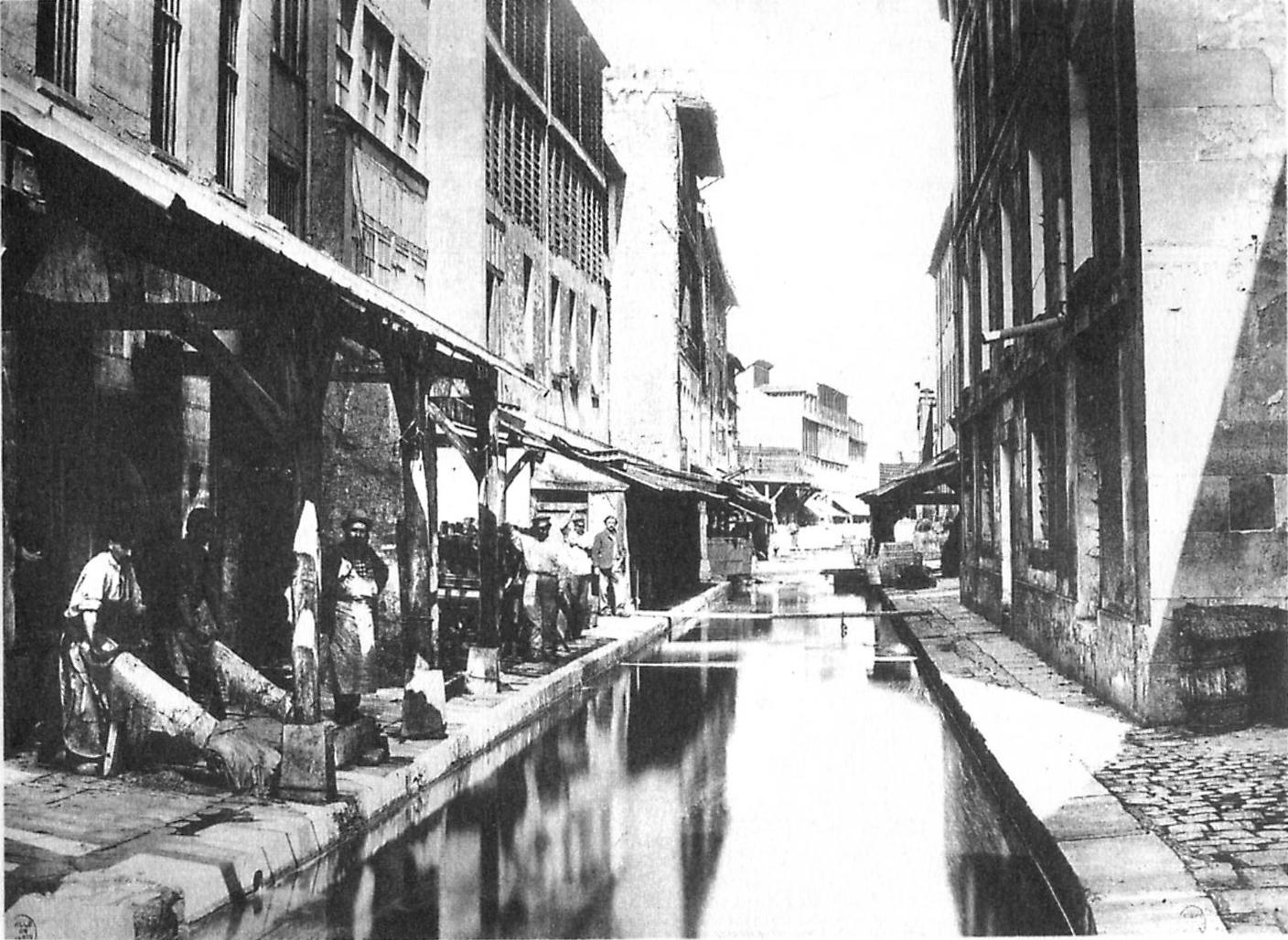
Koželužny na řece Bièvre
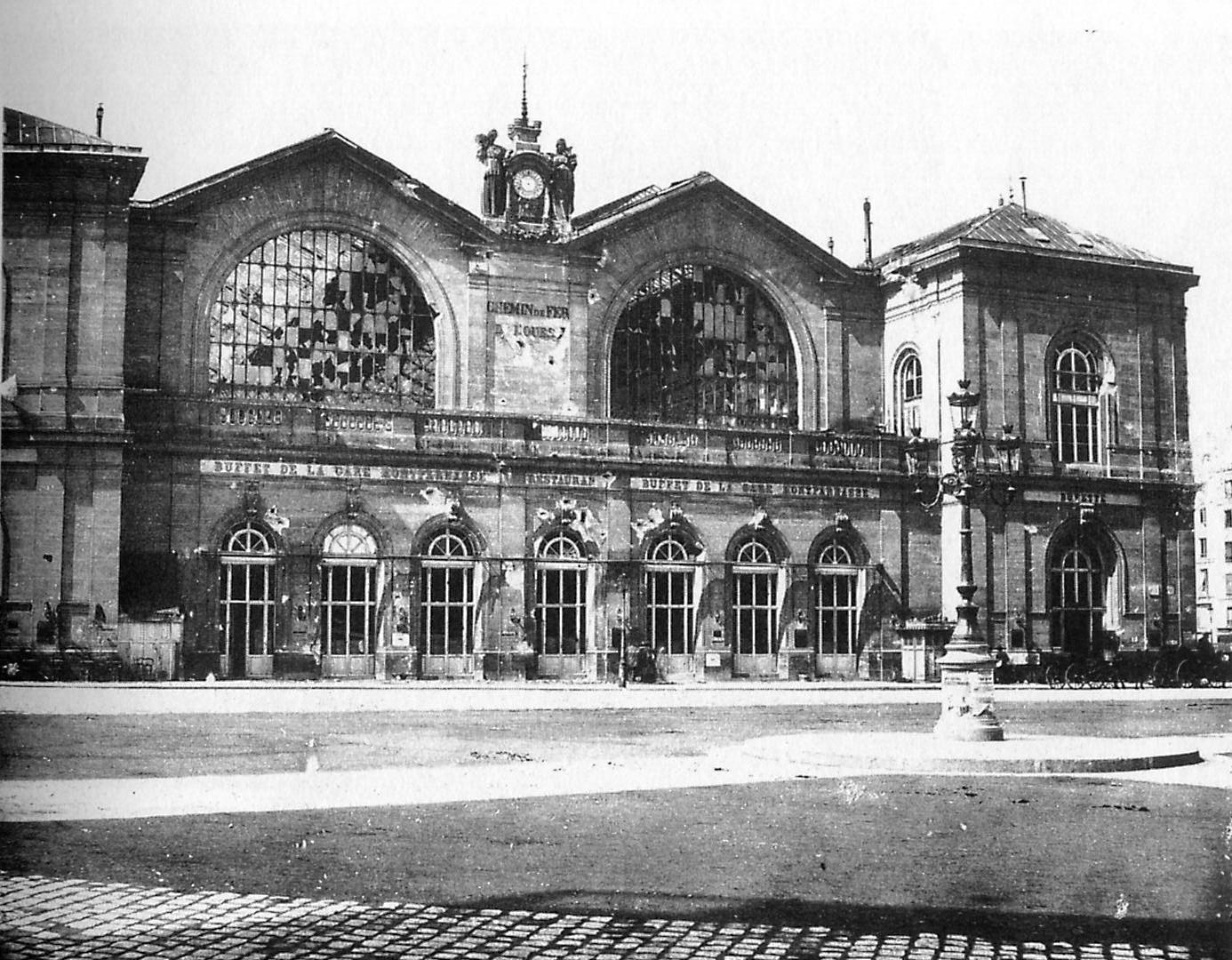
Gare Montparnasse
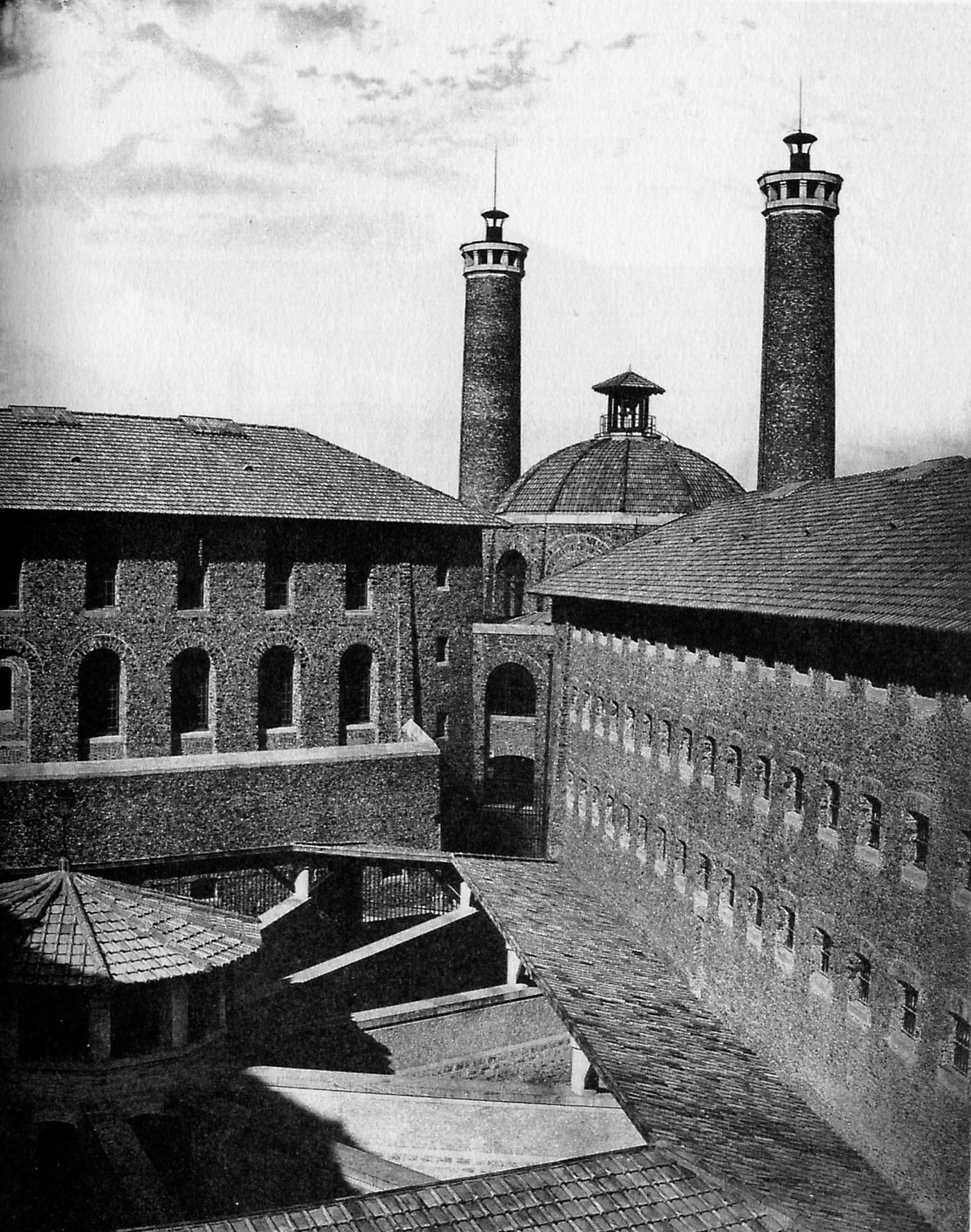
Prison de la Santé
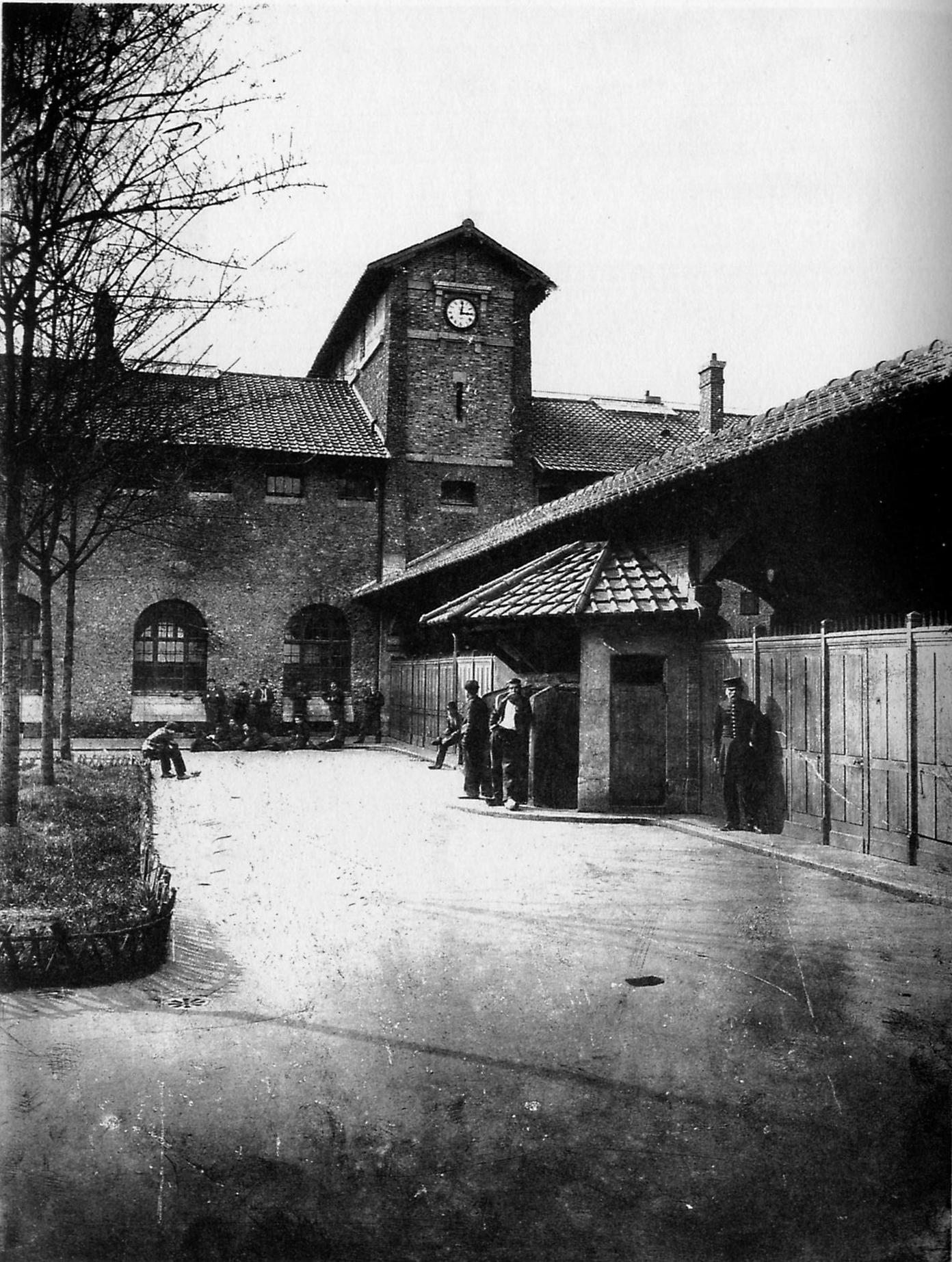
Prison de la Santé
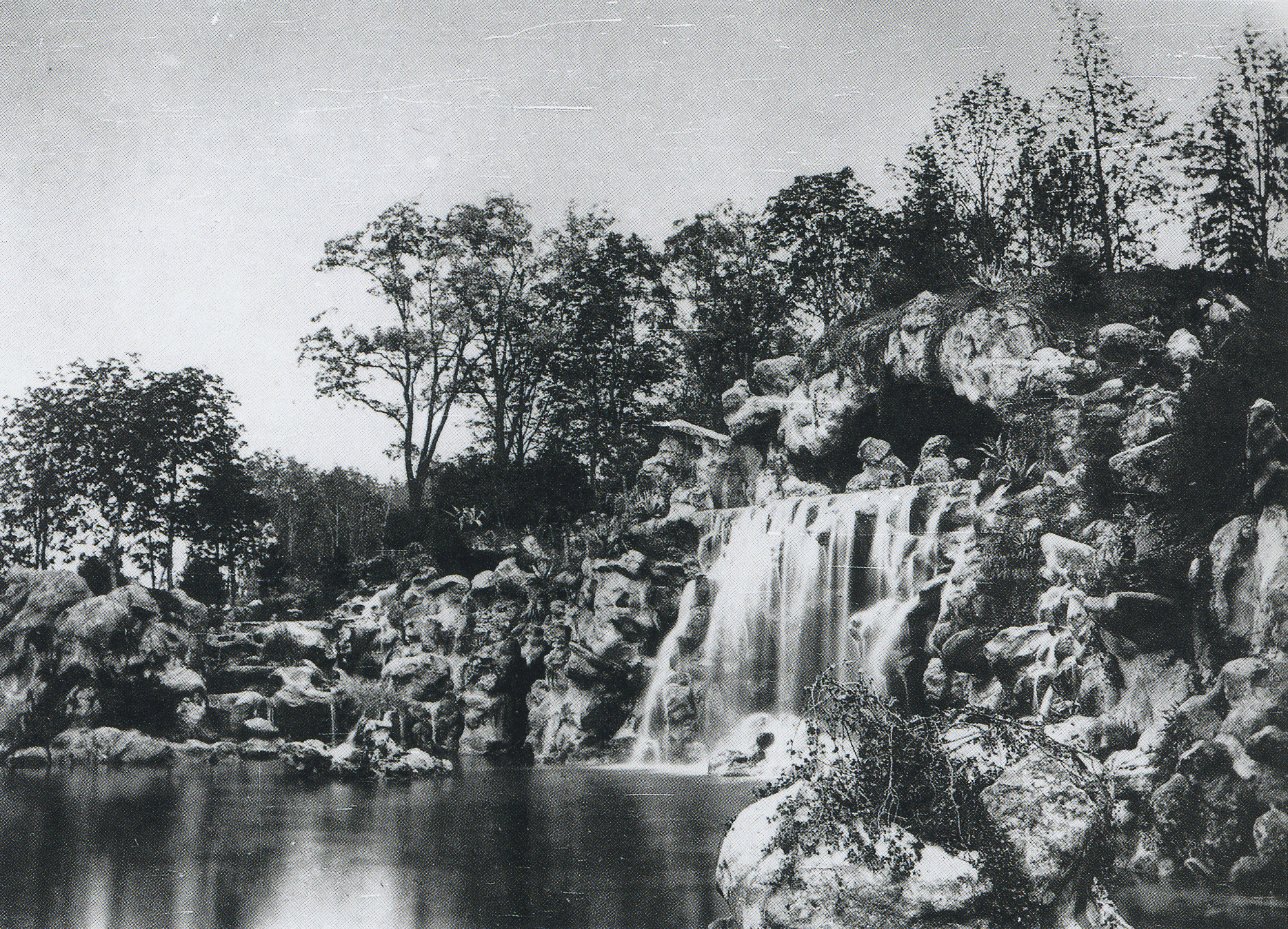
Grande cascade, Boulogneský lesík, 1858
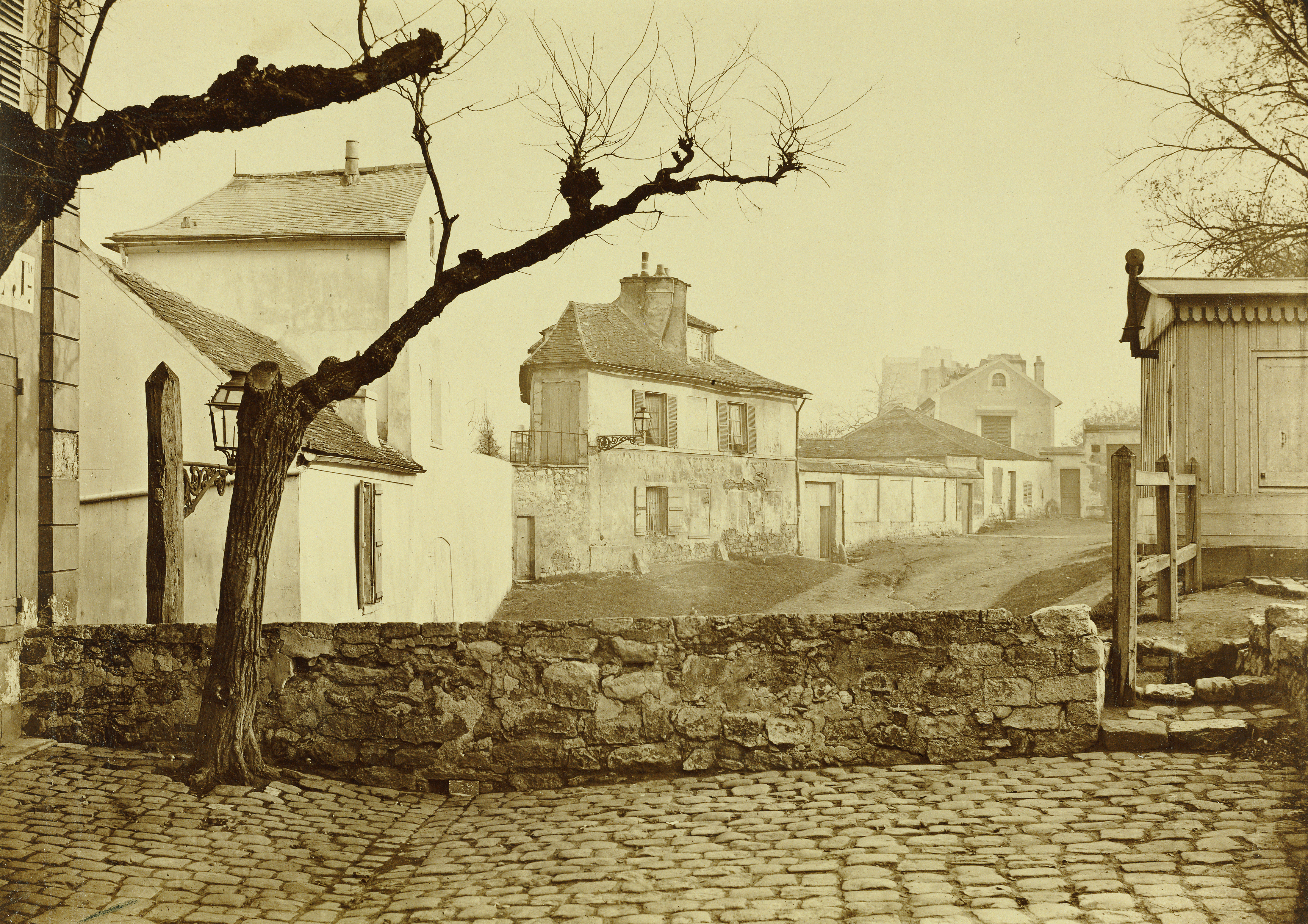
Rue de l'Essai, 1865
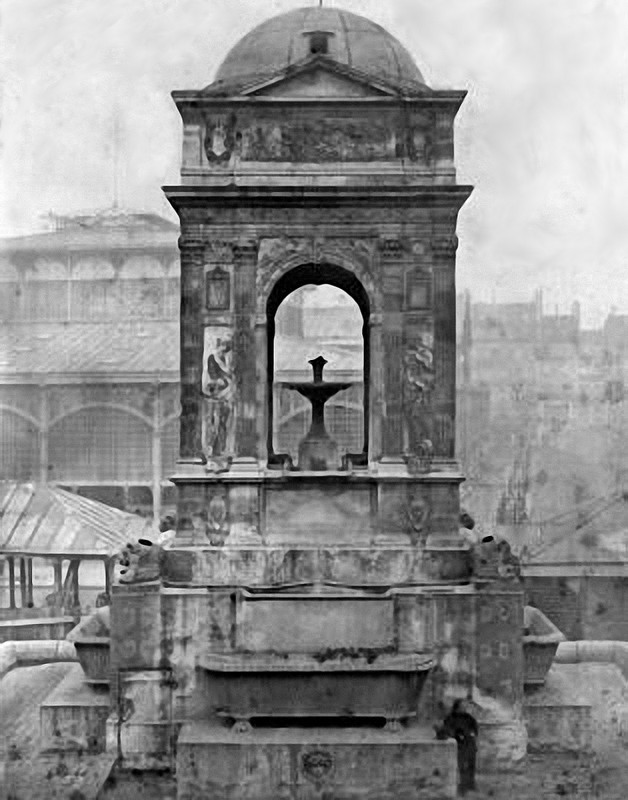
Fontána Neviňátek před rekonstrukcí, 1847, sbírka Musée Carnavalet, Paříž